# Schimberg
Schimberg est une commune allemande située dans l'arrondissement d'Eichsfeld en Thuringe.

## Géographie

Situation de Schimberg dans l'arrondissement

Schimberg est située dans le sud-ouest de l'arrondissement, dans l'Obereichsfeld, au cœur du Parc naturel d'Eichsfeld-Hainich-Werratal, à l'ouest de la chaîne du Westerwald (qui culmine à 504 d'altitude). La ville est le siège de la Communauté d'administration d'Ershausen-Geismar et se trouve à 17,5 km au sud de Heilbad Heiligenstadt, le chef-lieu de l'arrondissement.

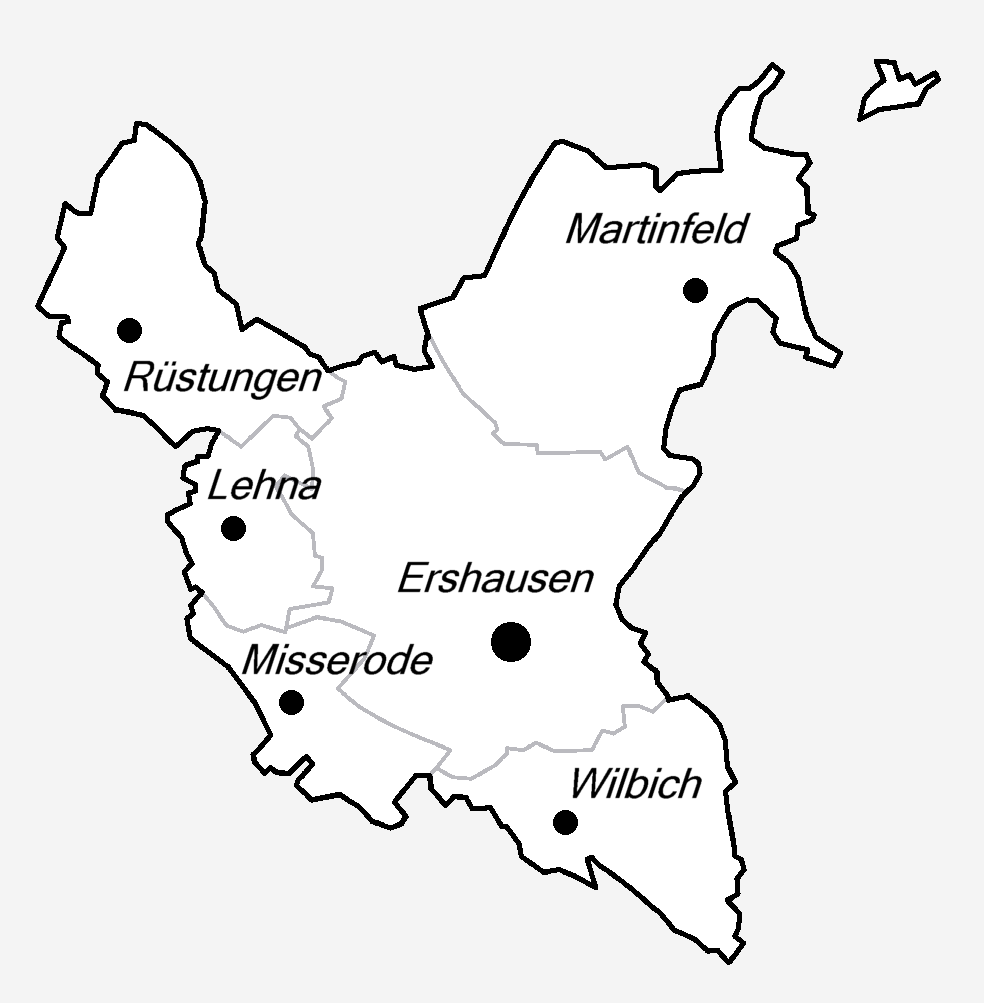
Les différents villages de la commune

La commune est composée des six villages d'Ershausen (1 267 habitants), Lehna, Martinsfeld (626 habitants), Misserode, Rüstungen et Wilbich (377 habitants).
Communes limitrophes (en commençant par le nord et dans le sens des aiguilles d'une montre) : Krombach, Bernterode (bei Heilbad Heiligenstadt), Wachstedt, Großbartloff, Geismar, Sickerode, Wiesenfeld, Schwobfeld et Dieterode.

## Histoire
La commune de Schimberg est née le 30 juillet 1997 de l'union des anciennes communes d'Ershausen (avec les villages de Misserode et Lehna), de Martinfeld, de Rüstungen et de Wilbich.
Le village qui est mentionné le plus tôt est celui de Martinfeld en 1071 dans un document émanant de la cour d'Henri IV du Saint-Empire faisant don du village au monastère de Hersfeld. En 1267 apparaît celui d'Ershausen, puis Rüstungen et Wilbich en 1318, Misserode en 1479 et enfin Lehna en 1522.
Tous ces villages ont appartenu à l'Électorat de Mayence jusqu'en 1802 et à leur incorporation à la province de Saxe dans le royaume de Prusse.
À l'époque nazie, 93 des 200 pensionnaires handicapés mentaux de la fondation St Johannes fondée en 1884 furent assassinés dans le cadre du programme Aktion T4.
Le six villages de la commune furent inclus dans la zone d'occupation soviétique après la Seconde Guerre mondiale avant de rejoindre le district d'Erfurt en RDA.

## Démographie
Commune de Schimberg dans ses limites actuelles :
| 1910  | 1933  | 1939  | 1997  | 2000  | 2004  | 2010  |
| ----- | ----- | ----- | ----- | ----- | ----- | ----- |
| 2 496 | 2 928 | 2 901 | 2 571 | 2 504 | 2 417 | 2 297 |

## Monuments

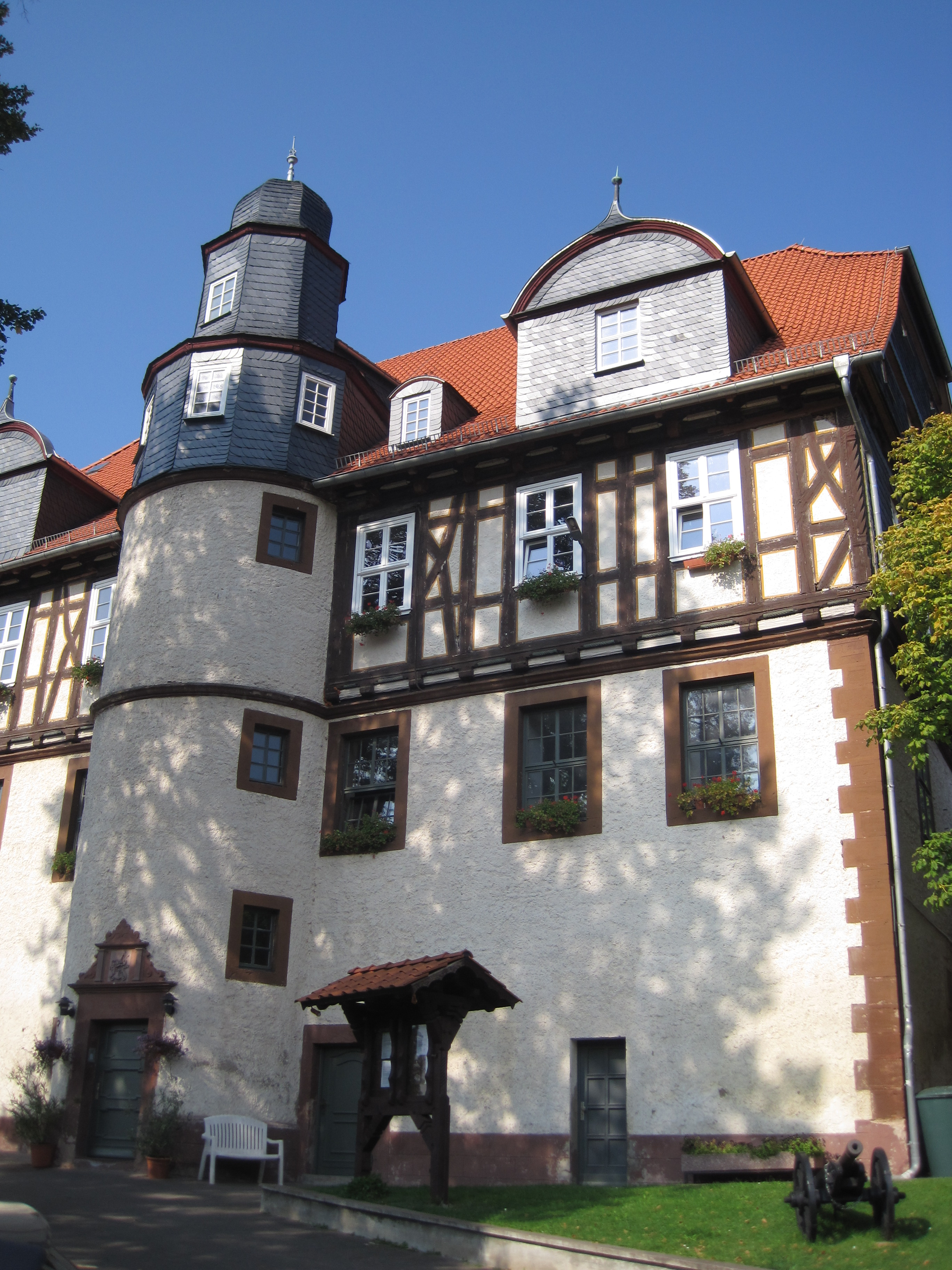
Le château de Martinfeld

Dans le village de Martinfeld se trouvent deux édifices intéressants :
- l'église Ste Ursule (1674-1723) de style baroque, qui renferme un autel de l'ancienne abbaye cistercienne de Beuren ;
- le château Renaissance du XVIIe siècle.